# Islas Feroe en los Juegos Paralímpicos de Atenas 2004
Las islas Feroe estuvieron representadas en los Juegos Paralímpicos de Atenas 2004 por una deportista femenina.

## Medallistas
El equipo paralímpico obtuvo las siguientes medallas:
| Nombre          | Deporte  | Evento                  |
| --------------- | -------- | ----------------------- |
| Oro             |          |                         |
| —               |          |                         |
| Plata           |          |                         |
| —               |          |                         |
| Bronce          |          |                         |
| Heidi Andreasen | Natación | 400 m libre S8 femenino |